# Museo Circondariale di Toruń
Il Museo Circondariale di Toruń (in polacco Muzeum Okręgowe w Toruniu), nel Ratusz di Toruń, è uno dei musei più grandi e antichi della Polonia. Iniziò nel 1594 come il semplice wunderkammer nella biblioteca del Gimnazjum, chiamato Musaeum in latino. Fu re-istituito come museo cittadino durante la seconda repubblica di Polonia nel 1920 dopo le spartizioni della Polonia; fu strutturato come il museo circondariale nel 1965.